# Похороны сардинки
«Похороны сардинки» (исп. El entierro de la sardina) — картина испанского художника Франсиско Гойи. Точную датировку написания картины установить не удаётся.

## Сюжет картины
Сюжетом картины служит шутовской обычай, исполняемый в конце трёхдневнего карнавала перед самой Пепельной средой в Испании. Существует несколько легенд о возникновении этой странной традиции. Согласно одной из них, в XVIII веке испанский король решил угостить в честь праздника горожан сардинами, но на самом народном гулянии обнаружилось, что сардины испортились. Подвыпившие же горожане решили превратить этот казус в шутку и устроили похороны сардине.
По традиции во времена Гойи шествие в Мадриде начинали шутливые персонажи: «дядюшка Чиспас», его «дочь Чуска» и «сердцеед Хуанильо». За ними следовало огромное чучело с прикреплённой ему на голову сардиной. Гуляющая толпа двигалась к берегам Мансанареса, где и «хоронили» сардину.
Однако на полотне нет ни рыбы, ни чучела. Вместо них шумная толпа несёт большой стяг с улыбающейся маской.

## Критика
Исследователь Гойи Фред Лихт пишет: «Картина является одним из самых поразительных виртуозных представлений, дошедших до нас от кисти Гойи. Редко когда Гойя снова достигал такой решительности. Каждый мазок кисти является каллиграфическим чудом, в то же время он с непревзойденной точностью описывает выражения лиц и эмоциональный заряд каждой позы или жеста. Здесь достигнута идеальная точка равновесия между ранними гобеленами и поздними Мрачными картинами. Но в потемнении цветов, в маскоподобной двусмысленности лиц... и особенно в перегруженных жестах и выражениях, начинаешь чувствовать смутно тревожные оттенки массовой истерии, лежащей в основе фиесты».